# Мереля, Валттери
Валттери Мереля (фин. Waltteri Merelä; род. 6 июля 1998, Юлёярви, Западная Финляндия) — финский хоккеист, нападающий клуба «Берна» (с 2024 года).

## Биография

### Клубная карьера
Мереля дебютировал в финской хоккейной лиге в составе «Пеликанс» в сезоне 2018/19 годов.
5 июня 2023 года, будучи свободным агентом, не выбранным на драфте, Мереля покинул Финляндию после 5 сезонов и подписал однолетний двусторонний контракт с клубом НХЛ «Тампа-Бэй Лайтнинг». Мереля попал в заявочный лист «Лайтнинг» на сезон 2023/2024 годов. В течение сезона Валттери провёл 19 матчей за «Тампа-Бэй», но также выступал и за «Сиракьюс Кранч», в АХЛ, где набрал 34 очка в 54 играх регулярного сезона.
По окончании сезона Мереля решил покинуть «Лайтнинг» и вернуться в Европу. 10 июня 2024 года подписал контракт на один год со швейцарским клубом «Берн» из национальной лиги Швейцарии.

### Карьера в сборной
В декабре 2021 года дебютировал в мужской сборной Финляндии по хоккею с шайбой.
В 2023 году был вызван в национальную сборную Финляндии для участие в чемпионате мира. Его комаеда на этом турнире стала 7-й, а сам Мереля, сыграв 1 игру, забил 1 шайбу.
В 2025 году был вызван в национальную сборную Финляндии для участия в чемпионате мира в Швеции и в Дании.